# Indianapolis Colts 1984
La stagione 1984 degli Indianapolis Colts è stata la 31ª della franchigia nella National Football League, la prima con sede a Indianapolis. Guidati per il terzo anno dall'allenatore Frank Kush, i Colts conclusero con un record di 4 vittorie e 12 sconfitte, chiudendo al quarto posto dell'AFC East. Nella loro partita inaugurale a Indianapolis, persero 23-14 contro i New York Jets e non vinsero la prima partita nella nuova città fino al quinto turno, quando superarono i Buffalo Bills 31-17. Per il settimo anno consecutivo la squadra mancò i playoff.
Le 2.107 yard passate e le 4.132 yard totali in attacco dei Colts furono i minimi della lega nel 1984.

## Roster
| Roster degli Indianapolis Colts nel 1984 |
| --- |
| Quarterback - 9 Mark Herrmann - 18 Mike Pagel - 10 Art Schlichter Running Back - 33 Curtis Dickey - 43 Frank Middleton - 32 Randy McMillan FB - 34 George Wonsley Wide Receiver - 85 Matt Bouza - 80 Ray Butler - 88 Bernard Henry - 87 Tracy Porter Tight End - 83 Tim Sherwin Offensive Linemen - 76 Karl Baldischwiler T - 53 Ray Donaldson C - 75 Chris Hinton T - 64 Ben Utt G - 66 Ron Solt G - 73 Steve Wright T Defensive Linemen - 48 Mark Bell DE - 95 Chris Scott DE - 99 Donnell Thompson DE - 96 Blaise Winter DE - 69 Leo Wisniewski DT Linebacker - 52 Greg Bracelin - 98 Johnie Cooks - 56 Steve Hathaway - 57 Mike Humiston - 55 Barry Krauss - 90 Gary Padjen Defensive Back - 38 Eugene Daniel CB - 27 Preston Davis CB - 25 Nesby Glasgow FS - 29 Mark Kafentzis SS - 28 Bo Metcalf - 21 George Radachowsky SS - 35 Tate Randle CB - 41 Vaughn Williams Special Team - 2 Raul Allegre K - 3 Rohn Stark P Lista delle riserve - 81 Pat Beach TE (IR) - 47 Leonard Coleman CB (IR) |
| Legenda - I rookie sono in corsivo. - Il primo ruolo è il principale mentre gli eventuali successivi indicano i ruoli secondari. - (IR) sta per Injured Reserve ed indica la lista ristretta per un solo giocatore infortunato che può tornare ad allenarsi dopo la settimana 6 e a rientrare in prima squadra dopo che questa ha giocato 8 partite. - (NF-Inj.) / (NF-Ill.) stanno rispettivamente per Non-Football Injured e Non-Football Illness ed indicano le liste dove viene inserito un giocatore che ha un infortunio o una malattia non dipendente dal football americano. - (PUP) sta per Physically Unable to Perform ed indica la lista dove viene inserito un giocatore mentre è in attesa di recuperare la condizione fisica. Nella stagione regolare dopo la sesta partita giocata dalla propria squadra, il giocatore ha tempo tre settimane per riprendere ad allenarsi, più tre settimane aggiuntive dal suo rientro agli allenamenti per rientrare in prima squadra.             |

Fonte:

## Calendario
| Stagione regolare |                   |                         |           |        |                               |          |
| Turno             | Data              | Avversario              | Rosiltato | Record | Stadio                        | Pubblico |
| 1                 | 2 settembre 1984  | New York Jets           | S14–23    | 0–1    | Hoosier Dome                  | 61,148   |
| 2                 | 9 settembre 1984  | at Houston Oilers       | V 35–21   | 1–1    | Astrodome                     | 43,820   |
| 3                 | 16 settembre 1984 | St. Louis Cardinals     | S 33–34   | 1–2    | Hoosier Dome                  | 60,274   |
| 4                 | 23 settembre 1984 | at Miami Dolphins       | S 7–44    | 1–3    | Miami Orange Bowl             | 55,415   |
| 5                 | 30 settembre 1984 | Buffalo Bills           | V 31–17   | 2–3    | Hoosier Dome                  | 60,032   |
| 6                 | 7 ottobre 1984    | Washington Redskins     | S 7–35    | 2–4    | Hoosier Dome                  | 60,012   |
| 7                 | 14 ottobre 1984   | at Philadelphia Eagles  | S 7–16    | 2–5    | Veterans Stadium              | 50,277   |
| 8                 | 21 ottobre 1984   | Pittsburgh Steelers     | V 17–16   | 3–5    | Hoosier Dome                  | 60,026   |
| 9                 | 28 ottobre 1984   | at Dallas Cowboys       | S 3–22    | 3–6    | Texas Stadium                 | 58,724   |
| 10                | 4 novembre 1984   | San Diego Chargers      | S 10–38   | 3–7    | Hoosier Dome                  | 60,143   |
| 11                | 11 novembre 1984  | at New York Jets        | V 9–5     | 4–7    | The Meadowlands               | 51,066   |
| 12                | 18 novembre 1984  | New England Patriots    | S 17–50   | 4–8    | Hoosier Dome                  | 60,009   |
| 13                | 25 novembre 1984  | at Los Angeles Raiders  | S 7–21    | 4–9    | Los Angeles Memorial Coliseum | 40,289   |
| 14                | 2 dicembre 1984   | at Buffalo Bills        | S 15–21   | 4–10   | Rich Stadium                  | 20,693   |
| 15                | 9 dicembre 1984   | Miami Dolphins          | S 17–35   | 4–11   | Hoosier Dome                  | 60,411   |
| 16                | 16 dicembre 1984  | at New England Patriots | S 10–16   | 4–12   | Sullivan Stadium              | 22,383   |

## Classifiche
| AFC East             |    |    |   |      |      |      |     |     |     |
|                      | V  | S  | P | %    | CONF | DIV  | PF  | PS  | STR |
| Miami Dolphins(1)    | 14 | 2  | 0 | .875 | 8–0  | 10–2 | 513 | 298 | V2  |
| New England Patriots | 9  | 7  | 0 | .563 | 6–2  | 9–3  | 362 | 352 | V1  |
| New York Jets        | 7  | 9  | 0 | .438 | 3–5  | 7–7  | 332 | 364 | S1  |
| Indianapolis Colts   | 4  | 12 | 0 | .250 | 2–6  | 4–8  | 239 | 414 | S5  |
| Buffalo Bills        | 2  | 14 | 0 | .125 | 1–7  | 1–11 | 250 | 454 | S2  |